# Chaetosciara minuta
Chaetosciara minuta är en tvåvingeart som först beskrevs av Mitsuhiro Sasakawa 1962.  Chaetosciara minuta ingår i släktet Chaetosciara och familjen sorgmyggor.
Artens utbredningsområde är Thailand. Inga underarter finns listade i Catalogue of Life.